# パイ・レコード
パイ・レコード (Pye Records) は、イギリスのレコードレーベル。所属した主なアーティストは、ロニー・ドネガン（1956年-1969年）、ペトゥラ・クラーク（1957年-1971年）、サーチャーズ（1963年-1967年）、キンクス（1964年-1971年）、サンディ・ショー（1964年-1971年）、ステイタス・クォー（1968年-1971年）、ブラザーフッド・オブ・マン（1975年-1979年）などがいる。このレーベルは、1980年に名前をPRTレコード（Precision Records & Tapesとして配給）に変更した後、2006年にパイ・レコードとして一時的に再び活動した。
元BBCスコットランドの放送局員で音楽プロデューサーのトニー・カリーがパイ・レコードの商標権を取得し、2024年にパイ・レコードを再始動させた。

## 歴史
パイ・カンパニーは、もともとテレビとラジオを製造していた。主な工場はケンブリッジのハイグ・ロードのすぐそばにあり、1953年にニクサ・レコードを買収したときにレコード事業に参入した。1955年、同社はレスリー・クラークとアラン・A・フリーマンによって設立されたポリゴン・レコードを買収した。同レーベルはレスリーの娘、ペトゥラ・クラークが所属していた。パイはポリゴンとニクサを統合し、パイ・ニクサ・レコードとした。

### パイ・インターナショナル
1958年、パイ・インターナショナル・レコードが設立された。同社は、チェス、ディスク・ヴォーグ（フランス）、A&M、カーマ・スートラ、コルピックス、ワーナー・ブラザース、ブッダ、カメオ、20世紀、キングなど、イギリス市場向けにアメリカおよびその他の外国のレーベルからレコーディングのライセンスを取得した。また、社外で制作されたイギリスのアーティスト、ラビ・シフレのレコードもリリースした。

### 拡大
1959年、パイ・ニクサはパイ・レコードとなり、ATVはレーベルの50%の株式を取得した。ATVは1966年に事業の残りの半分を買収した。
ルイス・ベンジャミンの管理下で、同社は1957年に手頃な価格のアルバム市場に参入し、パイの旧譜を「パイ・ゴールデン・ギニー・レコード」として1ギニー（1ポンドと1シリング）で再発行した。一連のクラシックがゴールデン・ギニー・コレクターでリリースされた。たとえば、1959年に録音されたヘンデルの「王宮の花火の音楽」である。これはチャールズ・マッケラスの指揮で、ヤナーチェクの編集を含む他のレーベルでの録音も収録された。同シリーズは70年代に廃盤となり、マーブル・アーク・レコードから更なる廉価盤として販売された。

### ピカデリーとドーン
もう1つの正規価格の子会社であるピカデリー・レコードは、ジョー・ブラウン&ブルヴァーズ、クリントン・フォード、ロッキン・ベリーズ、サウンズ・オーケストラル、ソローズ、ジャッキー・トレント、そして後にアイビー・リーグを含む新たなポップアクトのためのものであった。1969年、パイはフォーク、ジャズ、ブルース、プログレッシブアクトの主流ではないレーベル、ドーン・レコードを立ち上げた。同レーベルの所属アーティストには、マンゴ・ジェリー、ドノヴァン、コーマス、タイタス・グローン、トライフルが含まれる。

### 4チャンネルでのリリース
1971年以降、パイはイギリスで一連の「4Dステレオ」LPを発売した。これらは、4チャンネルステレオで再生するために設計された。レコードは日本の山水電気からライセンス供与されたQSマトリックス方式4チャンネルステレオでエンコードされた。 パイは、4チャンネル・レコードのデコードに使用するための独自の家電製品ラインも販売した。これらの製品は特に成功することはなかった。このシリーズの最後のLPリリースは1977年であった。

### PRTレコード
1980年にパイ（当時はフィリップスが所有）の名称の権利が失効したとき、レーベルはプレシジョンとの短期契約によって、Precision Records and Tapesの略であるPRTに名前を変更した。当時PRTには、ファンファーレ・レコード、1980年代後半から1990年代初頭にかけてイギリスを拠点としシニータが所属したHi-NRG、イマジネーションをフィーチャーした1980年代のディスコ/エレクトロ・レーベルであるR&Bレコード、ジグソーとリチャード・ヒューソン・オーケストラ/RAHバンドが所属したスプラッシュ・レコードなどのサブレーベルがあった。PRTは1984年に設立されたゲイリー・ニューマンのレーベル、ニューマ・レコードの製造と流通を担当し、同レーベルは20枚のシングルをリリースしたが、その中にはレーベル名となった創設者のニューマンのシングルや、女優のキャロライン・マンローのシングルが含まれた。テレビ番組「ポストマン・パット」の歌と音楽は、PRTスタジオで録音された。
PRTの親会社であるACCは、1982年にオーストラリアのベル・グループに買収された。1988年に、ベル・グループはボンド・コーポレーションに買収された。しかし、ボンド・コーポレーションはそれ自体が財政問題に苦しんでおり、その資産のほとんどを迅速に売却し始めた。PRTのレコードおよびカセット工場は、別のレコードメーカーであるミークランドに売却された。PRTのカタログのマスターはキャッスル・コミュニケーションズに売却され、キャッスル・コミュニケーションズは最終的にサンクチュアリ・レコード（現在はBMGライツ・マネージメントの一部門）となった。Precision Records & Tapes Ltd（旧Pye Records Ltd）は、2013年12月に正式に清算された。

### 短期間の復活
2006年7月、パイ・レコードは、スコットランドのオルタナティブ・ロックグループのアイドルワイルドなどのアーティストをフィーチャーした、インディーズおよびオルタナティヴレーベルとしてサンクチュアリ・レコードによって復活した。しかし、ユニバーサル ミュージック グループが2007年にサンクチュアリを買収したとき、パイの名前を継続して使用する計画は放棄された。2012年にUMGがEMIを買収した後、欧州委員会が課した条件を満たすために、ユニバーサルは2013年にサンクチュアリをBMGライツ・マネージメントに売却した。

### 現在の所有権
ワーナー・ミュージック・グループは、オルタナティブ・ディストリビューション・アライアンス部門を通じて、2017年3月にBMGがADAに配給契約を締結した後、サンクチュアリに代わってパイ / PRTアーティストのカタログを管理している。WMGは、パイのアメリカにおけるかつてのディストリビューターであるワーナー・レコード（以前のワーナー・ブラザース・レコード）およびリプリーズ・レコードを所有している。

### ATVミュージックパブリッシング
パイ・レコードは、有名なATVミュージックパブリッシングの姉妹会社であった。ビートルズの出版社であるノーザン・ソングスを所有していたこの会社は、1985年にマイケル・ジャクソンに買収され、後にソニーと合併してソニーATVミュージックパブリッシングを設立した。

## 国際部門

### アメリカ
1964年の「ブリティッシュ・インヴェイジョン」から始まって、パイはアメリカでは主にイギリスで配給したアーティストをレーベルに所属させた。キンクスは始めにカメオ・レコード、次にリプリーズ・レコード、デヴィッド・ボウイ、サロウズ、ペトゥラ・クラークはワーナー・ブラザーズ、ドノヴァンはヒッコリー・レコード、サーチャーズはマーキュリー・レコードからリバティ・レコード、最終的にカップ・レコード、ステイタス・クォーはチェス・レコード（新たに設立されたカデット・コンセプト・レコードからリリースされた。）であった。
1969年から1971年まで、パイはGRT（General Recorded Tape）と共にヤヌス・レコードを共同所有し、ヤヌスは当初ジェファーソン、サウンズ・オーケストラル、ピケッティウィッチ、マンゴ・ジェリー、ステイタス・クォーなどのパイの米国レーベルを務めていた。また、ドノヴァンの初期（1966年以前）の作品を再リリースした。パイは1971年にヤヌスの株式をGRTに売却した。
1972年、ベル・レコードは短命のパイ・レーベルを設立した。カナダのアーティスト、ミシェル・パグリアーロの最初の英語のアルバムはUKパイ（主にイギリスで録音された）からリリースされた。ジャッキー・マコーリーの最初のソロアルバムは当初UKドーンからリリースされた。
1974年、パイはアメリカ版のレーベルを設立した。しかし、このレーベルは成功せず、1976年にアメリカでの事業を閉鎖した。その後、アメリカ部門の責任者であるマーヴィン・シュラハターは、当時のパイの所属アーティストであるプレリュードにちなんで名付けられたプレリュード・レコードを立ち上げた。その最初のLPと45回転盤のカタログシリーズは不運なアメリカン・パイ・レーベルから引き継がれ（カタログの接頭記号はPYE-からPRL-に変更された）、プレリュードは1980年代初頭に一連のディスコとダンスミュージックのヒットを記録した。

### カナダ
パイはカナダで独自の事業を行っていなかったが、カナダのレコード会社と協力して、カナダのパイ・レーベルで同社のレコードをリリースするよう手配した。それ以前は、クオリティ・レコードがパイのアーティストのレコードを販売していた。パイ・カナダが初期にリリースしたロニー・ドネガンの「My Old Man's A Dustman」は、アストラル・ミュージック・セールスによって配給された。1963年頃、配給はアリード・レコード・コーポレーションに移る。1968年にはフォノディスクに変更された。

## 所属アーティスト
（パイ在籍時にアメリカで発行されたレーベルを含む）
- シャーリー・アビケア
- ロング・ジョン・バルドリー（アメリカではワーナー・ブラザース）
- ケニー・ボール・アンド・ヒズ・ジャズメン（アメリカではカップ）
- クリス・バーバーズ・ジャズバンド（アメリカではローリー）
- ジョン・バルビローリ・アンド・ハレ・オーケストラ（1956年、パイ・ニクサから）
- アッカー・ビルク
- デヴィッド・ボウイ（1965年-1966年; アメリカではワーナー・ブラザース）
- ビートルズ (1962年)
- ブルック・ブラザーズ (1961年-1964年)
- ブラザーフッド・オブ・マン (1975年-1979年)
- マックス・バイグレイヴス（パイのシングルアルバムのシリーズを成功させた）
- ペトゥラ・クラーク（1957年-1971年: 数十枚のシングルに加えて、17枚のアルバムをパイからリリース。アメリカではローリー、後にワーナー・ブラザース）
- クレム・カーティス
- ジョー・ドラン
- ロニー・ドネガン（1956年-1969年; アメリカではマーキュリー、アトランティック、後にドット）
- ドノヴァン (1965年-1971年; アメリカではヒッコリー、後にエピック）
- カール・ダグラス（アメリカでは20世紀フォックス）
- ダミーズ (1980年)
- ジュディス・ダーラム
- エニド
- エピソード・シックス（アメリカではエレクトラでシングル1枚のみ）
- ファビュラス・プードルス
- バド・フラナガン
- フライング・マシーン（1969年; アメリカではコングレス、後にヤヌス）
- エミル・フォード・アンド・ザ・チェックメイツ
- ファウンデーションズ（アメリカではユニ）
- ブライアン・ジョセフ・フリエル（アメリカではATVレコード）
- グラデュエイト (1979年)
- デイヴィ・グレアム（アルバム『The Guitar Player』を1963年にパイからリリース、後にサンクチュアリ・レコードから2003年、8曲のボーナストラックを加えて再発）
- ベニー・ヒル (1961年-1965年)
- ハニーカムズ（1964年-1966年; アメリカではインターフォン、後にワーナー・ブラザース）
- アイドルワイルド (2006年)
- アイビー・リーグ (1965年-1966年; アメリカではカメオ）
- トニー・ジャクソン・アンド・ザ・ヴァイブレーションズ (1964年-1966年; アメリカではカップ、後にレッド・バード）
- ジミー・ジェームズ & ザ・ヴァガボンズ
- ジョン・ポール・ジョーンズ（「Baja/A Foggy Day In Vietnam」を1964年4月にパイでリリース。アメリカではパークウェイ）
- キンクス (1964年-1971年; アメリカではカメオ、後にリプリーズ）
- ヴェラ・リン (1979年-1981年)
- マン (1968年-1969年)
- ジェラルド・マスターズ (1977年-1980年)
- デヴィッド・マクベス（1959年-1969年; サブレーベルのピカデリーが含まれる。）[12]
- マイク・マッケンジー (1922年-1999年)
- マンゴ・ジェリー（1970年-1974年; アメリカではヤヌス、後にベル）
- オリビア・ニュートン＝ジョン（『Olivia』、フェスティバル、オーストラリア、1972年）
- マキシン・ナイチンゲール
- ミジル・ファイブ (1964年-1965年)
- デス・オコナー
- ミシェル・パグリアーロ（モントリオール出身のカナダ人シンガーソングライター、イギリスでは「パグリアーロ」の名で知られる）
- レニー・ピーターズ (1966年)
- ピケッティウィッチ （1969年-1973年; アメリカではヤヌス、後にベル）
- リアル・シング (1976年-1979年)
- ジョアン・レーガン (1960年-1961年)
- レモ・フォー
- ドン・レイノルズ (1958年-1959年)
- サーチャーズ（1963年-1967年; アメリカではマーキュリー、リバティ、後にカップ）
- サンディ・ショー（1964年-1972年; アメリカではリプリーズ）
- ラビ・シフレ（1970年-1973年、パイ・インターナショナル）
- ハリケーン・スミス (1976年-1977年)
- サロウズ（1964年-1966年; アメリカではワーナー・ブラザース）
- サウンズ・オーケストラル（アメリカではパークウェイ）
- ステイタス・クォー（1968年-1971年; アメリカではカデット・コンセプト、後にヤヌス）
- トミー・スティール
- トレイダー・ホーン
- フランキー・ヴォーガン (1973年-1978年)
- ジョニー・ウェイクリン
- ヴェルヴェット・フォッグ  (1969年)
- ジェノ・ワシントン & ザ・ラム・ジャム・バンド（アメリカではカップ）
- マーク・ウィンター (1962年-1968年)
- ヒューマン・インスティンクト
- デッド・フィンガーズ・トーク

経歴の中で「パイ」のためにレコーディングを行ったアーティストには、ジミー・ヤング、ディッキー・ヴァレンタイン、ラス・コンウェイ、エミル・フォード、ヴァル・ドゥニカン、ジャッキー・トレント、トニー・ハッチ、トニー・ハンコックが含まれる。